# Acanthochitona macrocystialis
Acanthochitona macrocystialis är en blötdjursart som beskrevs av Edwin Ashby 1924. Acanthochitona macrocystialis ingår i släktet Acanthochitona och familjen Acanthochitonidae. Inga underarter finns listade i Catalogue of Life.